# Angele Botros Samaan
Angele Botros Samaan (1923-2011) est une universitaire et traductrice égyptienne. Elle a obtenu un BA (Hons) et une maîtrise de l'Université du Caire et plus tard a servi en tant que professeure dans le département d'anglais de l'université pendant de nombreuses années. Elle a écrit un certain nombre de livres et d'articles scientifiques en anglais et en arabe.
Elle est surtout connue en tant que co-traducteur (avec William M. Hutchins (en)) de Sugar Street, le troisième volume de la Trilogie du Caire (en), par le lauréat égyptien du prix Nobel Naguib Mahfouz. Elle a également traduit Le monde s'effondre (Things Fall Apart) de Chinua Achebe et Utopie de Thomas More de l'anglais vers l'arabe.
Un festschrift en son honneur a été publié en 1995 sous le titre Essays in Honour of Angele B. Samaan.